# Pencey Prep
Pencey Prep fue una banda de punk originaria de Nueva Jersey. Es conocida por ser uno de los primeros proyectos de Frank Iero, conocido por ser guitarrista de My Chemical Romance actualmente.
El quinteto publicó solo un álbum de larga duración: Heartbreak In Stereo, en 2001.

## Historia (1998–2002)
Sus miembros habían participado previamente en bandas punk locales; por ejemplo, Frank Iero en Sector 12 y Neil Sabatino enStick Figure Suicide. Iero participaba en la banda mientras era estudiante de Rutgers University, constituyendo –junto a sus compañeros de sello Thursday–, parte de la escena underground de post-hardcore/punk de Nueva Jerey. A su vez, compartieron múltiples veces con Nada Surf.
En 2001, fueron firmados por la casa Eyeball Records. Su primer y único álbum Heartbreak In Stereo fue lanzado en 2001, y relanzado en 2004. En su promoción, estuvieron de gira tres semanas por el medio oeste del país. Debido a tensiones y peleas, la banda se separó en mayo del 2002.
El nombre de la banda fue tomado del libro El guardián entre el centeno; Pencey Prep era el nombre de la escuela de la que el personaje principal fue expulsado.

## Proyectos posteriores
Sabatino dejó Pencey Prep en 2001 y comenzó Fairmont, originalmente como un proyecto acústico en solitario; sin embargo, McGuire se unió al bajo en 2004, participando hasta 2007. Posteriormente, John se unió a Iero como bajista de la banda hardcore punk Leathermouth, con los cuales publicaron el álbum XO en 2009, por Epitaph Records.
Poco después del álbum debut, Iero comenzó a tocar con las bandas I Am A Graveyard y Give Up The Ghost, antes de ser parte de My Chemical Romance. Se unió como guitarrista rítmico días antes de que comenzaran a grabar su álbum debut I Brought You My Bullets, You Brought Me Your Love, también lanzado por Eyeball Records. La experiencia que obtuvo Iero al tocar en vivo con Pencey Prep –según la biografía My Chemical Romance de Laura La Bella–: "me hizo invaluable cuando la banda finalmente obtuvo shows en vivo que no fueran fiestas en el sótano". El tecladista Simon participó con Gerard Way en la historieta The True Lives of the Fabulous Killjoys.

## Influencias
Algunas de las inspiraciones musicales de la banda fueron At the Drive-In, The Get Up Kids, Saves The Day, System Of A Down, Dashboard Confessional, Hot Rod Circuit, The Anniversary,
Jimmy Eat World, Weezer, Pixies, The Replacements, Husker Du, Misfits, 
Knapsack, Mineral, Bouncing Souls y Screeching Weasel.

## Miembros
Última formación
- Frank Iero – voces, guitarras
- John McGuire – bajo, coros
- Shaun Simon – teclados, moog
- Tim Hagevik – batería, percusión

Miembros anteriores
- Neil Sabatino – guitarras, coros (2000–2001)[12]
- Bruno Rocha – voces (1998–1999)[13][14][15]

## Discografía

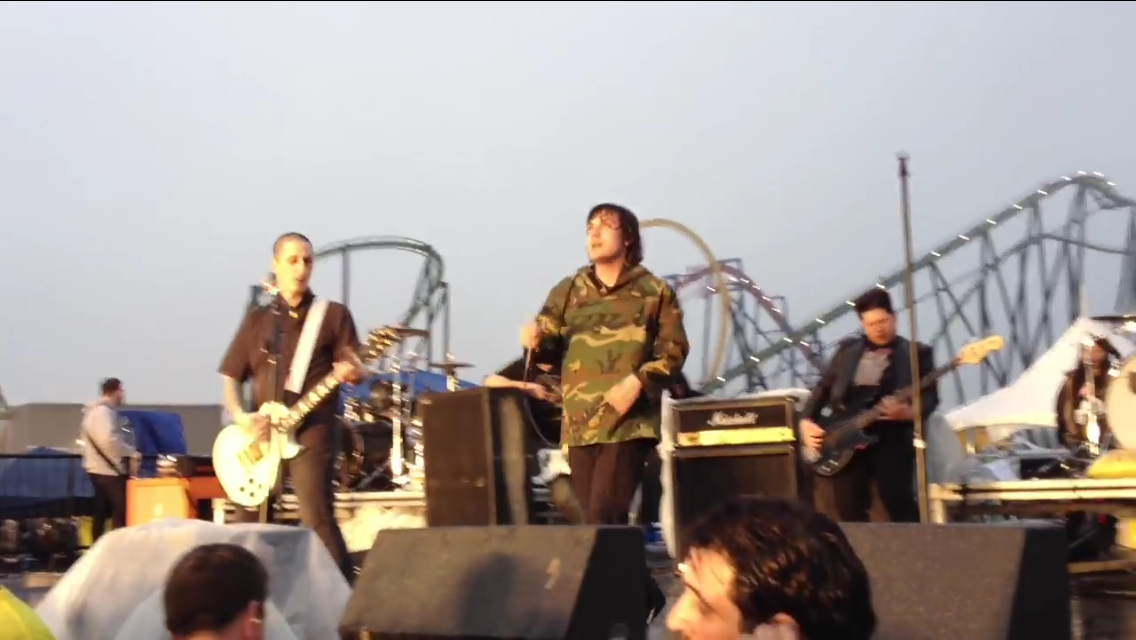
Leathermouth en vivo en 2013, proyecto donde participaron Frank Iero y John McGuire.

### Álbumes de estudio
| Año  | Detalles del álbum                                                              |
| ---- | ------------------------------------------------------------------------------- |
| 2001 | Heartbreak In Stereo - Lanzado: 26 de noviembre de 2001 - Discográfica: Eyeball |

### EPs
| Año  | Título                          | Canciones                                | Sello                 |
| ---- | ------------------------------- | ---------------------------------------- | --------------------- |
| 2000 | Trying to Escape the Inevitable | - "The Secret Goldfish" - "Eighth Grade" | Riversideriot Records |
| 2000 | Long Walk to Forever            | - "Yesterday" - "Lloyd Dobbler"          | Eyeball Records       |

### B-sides
- Attention reader (También llamada I Am a Graveyard) — 5:24
- Heroine slow — 3:55
- Home — 4:11
- The Secret Goldfish (versión acústica) — 4:38
- Death Of The Lionheart